# Confederació Hidrogràfica de l'Ebre
La Confederació Hidrogràfica de l'Ebre (CHE) és un organisme depenent del Ministeri per a la Transició Ecològica d'Espanya que administra i regula les aigües i les infraestructures hidràuliques de la conca de l'Ebre i dels seus afluents. És la confederació hidrogràfica més antiga d'Europa que té entre d'altres, la missió d'aplicar la Directiva marc de l'aigua a la conca de l'Ebre.